# Ichneumon memorator
Ichneumon memorator là một loài tò vò trong họ Ichneumonidae.